# Baryscapus diorhabdivorus
Baryscapus diorhabdivorus är en stekelart som beskrevs av Gates och Svetlana N. Myartseva 2005. Baryscapus diorhabdivorus ingår i släktet Baryscapus och familjen finglanssteklar.
Artens utbredningsområde är Turkmenistan. Inga underarter finns listade.